# Siemsen-Speicher

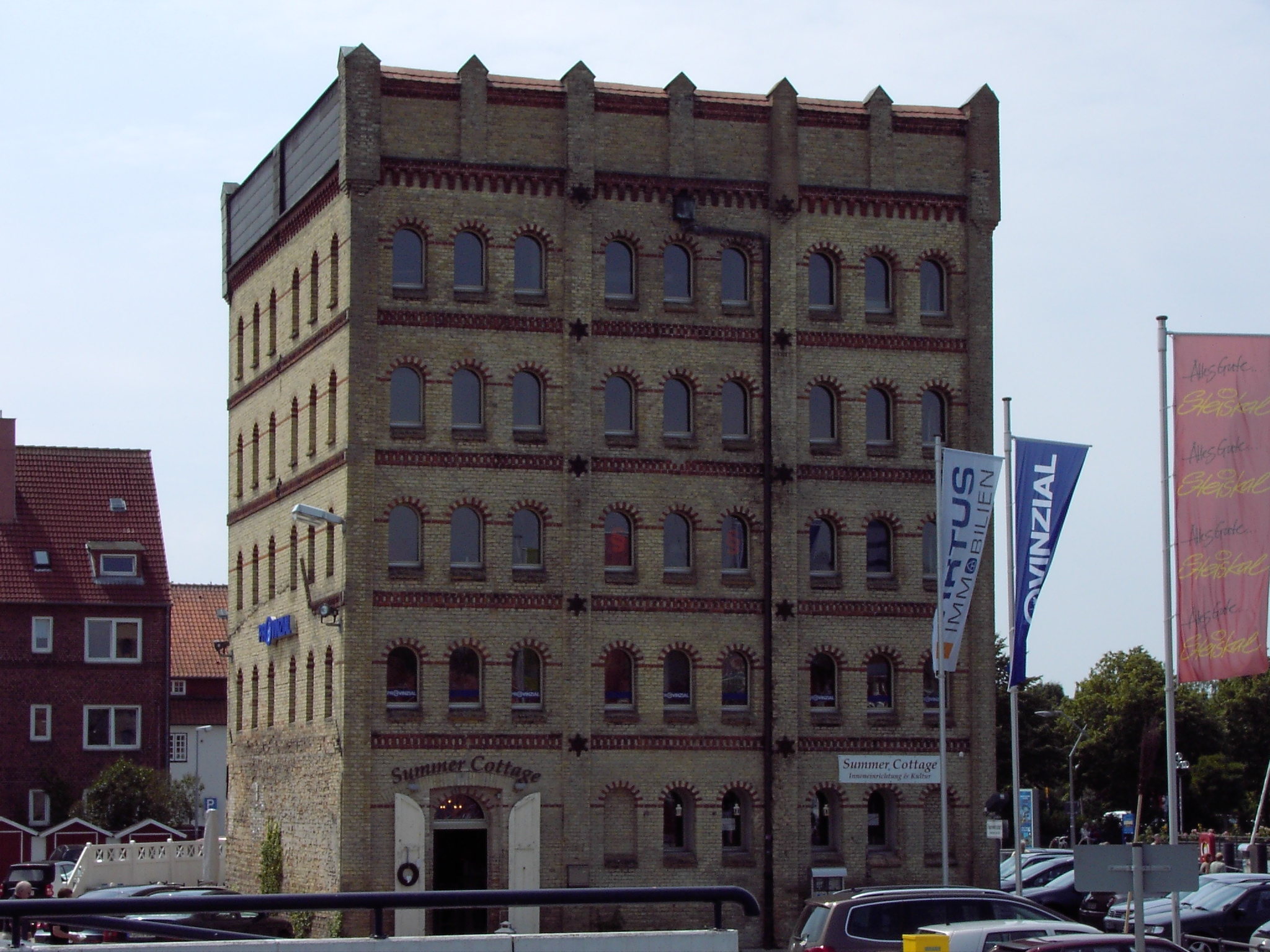
Der Siemsen-Speicher 2011

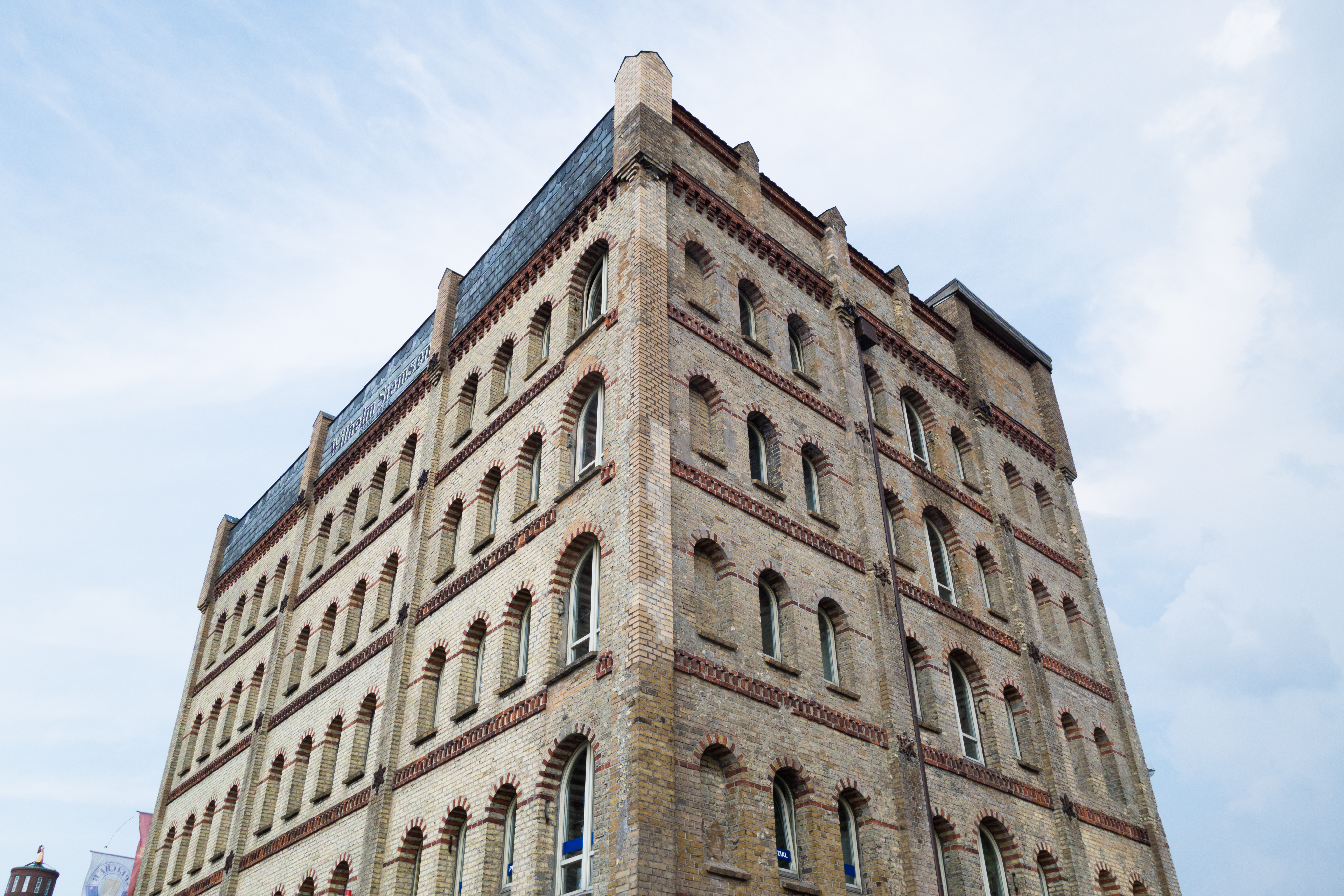
Eckaufnahme 2014

Der Siemsen-Speicher ist ein unter Denkmalschutz stehendes ehemaliges Speichergebäude am Eckernförder Hafen.

## Geschichte
Das Gebäude entstand um 1870 angeblich als Salzspeicher. Das ECKernförde Lexikon datiert das Baujahr mit 1879. 1919 erwarb die Firma Wilhelm Siemsen von der Firma Heinrich Wilhelm Clausen das Speichergebäude. Das Bauwerk diente danach als Getreidespeicher. Der Güterumschlag erfolgte direkt vor dem Speicher mit Schiffen und Güterwagen der sowohl normal- als auch schmalspurigen Eckernförder Hafenbahn.
Heute wird das Gebäude im Erdgeschoss als Geschäft und Veranstaltungsort Spieker (Musik, Kabarett, Kleinkunst, Lesungen) genutzt, in den oberen Stockwerken als Bürogebäude. Der Verein Kulturbühne Spieker e. V. Eckern-Förder-Verein sorgt sich um den weiteren Erhalt als Veranstaltungsort.